# 堀哲三
堀 久太郎（ほり きゅうたろう）、1863年4月25日（文久3年3月8日） - 1943年（昭和18年）7月11日は戦前の日本の思想家、政治家、実業家。
本名は堀 哲三（ほり てつぞう）。石見国安濃郡（現・島根県大田市）出身。
明治から昭和期にかけて石見地方での自由民権運動で明治自由党石陽部において小原鉄臣、加藤公平、米田和一らと活動を共にしていた政治家。

## 年譜
- 1863年（文久3年）4月25日、石見国安濃郡波根東村（現：島根県大田市波根東）に堀啓二郎と妻ナカの長男として生まれる。
- 1876年(明治9年)3月19日第四大学区浜田縣管内第二十五中学区安濃郡波根東村第百五十九番学校を卒業する。[1]
- 1882年（明治15年）11月4日、小原鉄臣主導の下に自由党石陽部が結党される。『石陽自由党盟約』ならびに『石陽自由党規則』は同日に制定される。[2]
- 1882年（明治15年）11月7日、今市警察署に小原らと結党届を提出する。
- 1883年（明治16年）1月16日に自由党石陽部が政党団体の認可を今市警察署から受ける。[2]
- 1883年（明治16年）7月14日に幼少期の同級生であった加藤公平らと波根八幡宮に村民を数百人を集めて自由党石陽部の小原鉄臣主催で偽党撲滅会を行う。久太郎は我国財政困難の起源という題にて立憲改進党の総理大隈重信が在朝中の失政を挙げて私意により三菱株式会社を特別保護し国家を失墜させた事を演説した。[2]
- 1889年（明治22年）3月22日、安濃郡波根東村村議会議員に初当選する。同年より安濃銀行の理事を務める。
- 1890年（明治23年）頃より安濃郡民の給水不便を改善するため私財を投じて大井戸掘削事業を始める。久太郎は村の水道組合の組合長を務め、彼の息子に組合長を譲るまで永年その任務を務める。大井戸掘削事業は波根地区住民の公衆衛生上において死活問題であった。彼の息子も水道組合長としての役職と共に医師としての知識を生かし波根村の公衆衛生維持に寄与した。[1]
- 1906年 (明治39年)8月12日安濃郡東宮殿下奉迎委員を務める。
- 1923年(大正12年)8月15日官幣大社出雲大社神苑設置の安濃郡寄付金募集世話係を千家尊統より任命される。
- 1926年(大正15年)5月15日波根簡易水道を息子と立善寺住職菅本精覚、波根小学校教員であった藤原恵吉の協力の下に創業する。
- 1928年(昭和3年)11月10日公務30年の村会議員功労賞を島根県知事八木林作より受ける。
- 1938年(昭和13年)4月29日自治制発布50周年記念式にあたり諸般施設経営の参与及び自治議政の永年関与を感謝し木盃三重の贈呈を受ける。
- 1943年（昭和18年）7月11日 隠居後に死去。満80歳没。
- 後に彼の大井戸掘削の功績を讃えた記念碑が波根東村大井戸横に建立される。

## 人物
- 久太郎は波根村で有数の篤志家であり、地元の美術家・芸術家の育成に力を注いだ。また波根東村村長の壷倉岩市氏の記録によると「哲三君は全村民の爲、良きと思ふ事を体現するには如何なる手段も厭わない……」と評されるほど行動力をもつ人物であった。[2]
- 人を集める演説の師と評され石見以外の地域からも多くの若き弁士が彼のもとに訪ねて来ていたが、彼自身も生涯にわたり思想家の演説集を取り寄せては演説方法を学ぶ勉強家であった。[3]。

## 自由党石陽部偽党撲滅会
- 波根八幡宮の偽党撲滅会は、社殿の中央に演台を設け壇上には緋毛布を敷き白地に赤文字で偽党撲滅怪社退治と記した幕を、社殿中は 一面に商燈を点じ聴衆数百人に演説を促がしたものであった。[2]

『第一席には、多久礼造が偽党撹滅去の組合という題にて改進党が偽党であることを弁じ立憲改進党を撲滅するは今日の急務であると演じた。
第二席には加藤菊太郎が外面は菩薩の如く内心は夜叉の如しという題で改進党と三菱会社の不正を攻撃し演じた。
第三席に加藤公平が良薬は金箔を惜らずという題にて同じく立憲改進党を攻撃し、その主意書を党員の行為の相反せる事を論じた。
第四席に堀久太郎(哲三)が我国財政困難の起源という題にて、立憲改進党総理大隈重信の在朝の失政を挙げ、私意で三菱株式会社を保護したことにより国家を衰退させたと演じた。
第五席に小原鉄臣が立憲改進党の組織を論じて偽党たる理由を明らかにし併せて地方同党員の限を醒すという題にて改進党が偽党たるを演説じた。』　
- 地租条例第六章に依拠した地価百分の一へ白減少を要求する農民運動も組織された[3]。

- 地租軽減、偽党撲滅会はこの時期での自由党中央の方針に合わせたものであったが、自由党石陽部の場合は波根東村を中心にした狭い地域を単位で一般村民に密着した徹底的な党活動が行なわれていた事が特徴であった。その事は従来見られていた自由党中央部の広い地域と不得定多数を対象とし党活動が行われていた事とは相反することで党中央宣伝組織活動とは本質的に異なる新しい姿であった。これは久太郎の方針であった。

## 関連人物
- 小原鉄臣
- 加藤公平
- 八木林作
- 大隈重信
- 板垣退助

## 関連文献
- 『大田市誌』
- 内藤正中「自由民権運動と府県会(I) - とくに明治十五年以降について -」『經濟論叢』第87巻第1号、京都大學經濟學會、1961年1月、74-96頁、CRID 1390009224842123392、doi:10.14989/132801、ISSN 0013-0273。